# Pseudoceramaster
Genre
Pseudoceramaster est un genre d'étoiles de mer qui appartient à la famille des Goniasteridae.

## Liste d'espèces
Selon World Register of Marine Species (14 janvier 2015) :
- Pseudoceramaster doto Mah, Kogure, Fujita & Higashiji, 2024 -- Japon
- Pseudoceramaster hunti McKnight, 1993 -- Nouvelle-Zélande
- Pseudoceramaster misakiensis (Goto, 1914) -- Mariannes
- Pseudoceramaster pulvinus (Alcock, 1893) -- Maldives
- Pseudoceramaster regularis Jangoux, 1981 -- Philippines